# Antoni Carreras i Casanovas
Antoni Carreras i Casanovas (l'Espluga de Francolí, 21 de febrer de 1954) és un historiador i advocat català.
Carreras és Llicenciat en Dret (1986) i Doctor en Geografia i Història (1976). L'any 1980 es va casar amb Elisa Bertran Soler, filla de Josep Bertran Solé, metge de la vila. Van tenir dos fills, Elisa (1983) i Antoni (1989). És Professor Associat al Departament de Dret Públic, àrea de Dret Constitucional, de la Facultat de Ciències Jurídiques de la Universitat Rovira i Virgili. A més, des de l'any 1994 és advocat de l'Il·lustre Col·legi d'Advocats de Tarragona, amb càrrecs de responsabilitat dins els Serveis Jurídics en l'empresa privada.
Com a historiador s'ha especialitzat en prehistòria i edat mitjana i com a advocat s'ha dedicat a la docència del Dret Constitucional i a la innovació docent. Ha participat activament en associacions i entitats culturals de la Conca de Barberà entre les quals destaquen el Centre d'Estudis Locals de l'Espluga de Francolí, que presideix, i principalment el Patronat Municipal de la Cova de la Font Major, del que és membre nat. La seva vessant com a historiador ha estat dedicada a donar a conèixer el patrimoni històric d'una forma imaginativa i singular: ha projectat i dirigit el muntatge museogràfic del jaciment arqueològic de les Coves de l'Espluga que han atret més d'un milió de visitants des de la seva creació l'any 1994.
El 2003 va rebre el Premi d'Actuació Cívica de la Fundació Jaume I, en consideració a la seva trajectòria altruista i divulgativa del patrimoni cultural i monumental de l'Espluga de Francolí i la Conca de Barberà. El 2012 fou homenatjat pel Centre d'Estudis de la Conca de Barberà, situat a Montblanc, amb l'edició del núm. 30 de la revista Aplecs de Treballs, com un historiador compromès amb el territori. L'any 2017 va rebre la Medalla de l'Espluga i el Premi Jaume Vicens Vives, i l'any 2018 va ser reconegut amb un accèssit dels Premis Estudios Financieros.

## Obres
- El Monestir de Santes Creus: un intent d'aproximació econòmico-social a la seva història (1150-1200) (1990)
- El Monestir de Poblet: un món de sensacions (2004), 2a edició (2010)
- Història de l'Espluga de Francolí. El medi natural i el medi humà, vol. I (2004)
- Història de l'Espluga de Francolí. Antics pobladors, vol. II (2002)
- Història de l'Espluga de Francolí. L'Edat Mitjana, vol. III (2000)
- Breu història de l'Espluga de Francolí (2005)
- A propòsit del poblament de la Conca de Barberà abans del domini comtal (segles V-X), (2006)
- El ferro forjat del monestir de Poblet (2008)
- Història de la Conca de Barberà. Les arrels del passat. Coord. (2011)
- Docencia virtual y experiencias de innovacion docente. Coord. (2014)